# Faith/Pureyes
「Faith／Pureyes」（フェイス／ピュアージーズ）は、日本の女性歌手である伊藤由奈の2枚目のシングル。2006年3月1日にソニー・ミュージックレコーズから発売された。

## 解説
- 「Faith」はR&Bの曲。関西テレビ・フジテレビ系ドラマ『アンフェア』主題歌に選ばれた。また、同ドラマのテレビスペシャル『アンフェア the special コード・ブレーキング〜暗号解読』にも使用された。
- 本人は「この曲（Faith）は恋愛だけじゃない、もっと大きな意味でのラブソングだと思っていて。」と語っている[1]。
- 「Pureyes」は、本人出演のコンタクトレンズCMソング。

## 収録曲
1. Faith
  - （作詞：Kenn Kato／作曲：BOUNCEBACK／編曲：今井了介）
  - 関西テレビ・フジテレビ系『アンフェア／アンフェア the special コード・ブレーキング〜暗号解読』主題歌。
  - 「I'm Here」にはリミックスが収録されている。
2. Pureyes
  - （作詞：Kenn Kato／作曲：山口寛雄／編曲：山口寛雄、中野定博）
  - 本人出演・オフテクス「バイオクレン・ゼロ」CMソング
3. Faith -instrumental-
4. Puyeres -instrumental-

## 典拠
1. ↑  http://magazine.music.yahoo.co.jp/spt/20060308_001/interview_002